# Saint-Août
Pour les articles homonymes, voir Août (homonymie).
Saint-Août est une commune française située dans le département de l'Indre, en région Centre-Val de Loire.

## Géographie

### Localisation
La commune est située dans l'est du département, dans la région naturelle du Boischaut Sud.
Les communes limitrophes sont : Ambrault (6 km), Bommiers (7 km), Sassierges-Saint-Germain (7 km), Saint-Chartier (9 km), Montipouret (10 km), Mers-sur-Indre (10 km) et La Berthenoux (11 km).
Les communes chefs-lieux et préfectorales sont : La Châtre (17 km), Châteauroux (22 km), Issoudun (24 km) et Le Blanc (70 km).

### Hameaux et lieux-dits
Les hameaux et lieux-dits de la commune sont : les Roussets, la Braudière et les Grands Giraudons.

### Géologie et hydrographie
La commune est classée en zone de sismicité 2, correspondant à une sismicité faible. Elle est arrosée par le Liennet.

### Climat
Pour des articles plus généraux, voir Climat du Centre-Val de Loire et Climat de l'Indre.
En 2010, le climat de la commune est de type climat océanique dégradé des plaines du Centre et du Nord, selon une étude du CNRS s'appuyant sur une série de données couvrant la période 1971-2000. En 2020, Météo-France publie une typologie des climats de la France métropolitaine dans laquelle la commune est exposée à un climat océanique altéré et est dans la région climatique  Ouest et nord-ouest du Massif Central, caractérisée par une pluviométrie annuelle de 900 à 1 500 mm, maximale en automne et en hiver. 
Pour la période 1971-2000, la température annuelle moyenne est de 10,9 °C, avec une amplitude thermique annuelle de 15,6 °C. Le cumul annuel moyen de précipitations est de 789 mm, avec 11,8 jours de précipitations en janvier et 7,2 jours en juillet. Pour la période 1991-2020, la température moyenne annuelle observée sur la station météorologique de Météo-France la plus proche, « St-christophe », sur la commune de Saint-Christophe-en-Boucherie à 13 km à vol d'oiseau, est de 11,9 °C et le cumul annuel moyen de précipitations est de 850,4 mm,. Pour l'avenir, les paramètres climatiques de la commune estimés pour 2050 selon différents scénarios d'émission de gaz à effet de serre sont consultables sur un site dédié publié par Météo-France en novembre 2022.

### Voies de communication et transports
Le territoire communal est desservi par les routes départementales : 14, 38, 49, 69A, 71 et 918.
Les gares ferroviaires les plus proches sont les gares de Châteauroux (24 km) et Issoudun (25 km).
Saint-Août est desservie par les lignes D et E du Réseau de mobilité interurbaine.
L'aéroport le plus proche est l'aéroport de Châteauroux-Centre, à 28 km.

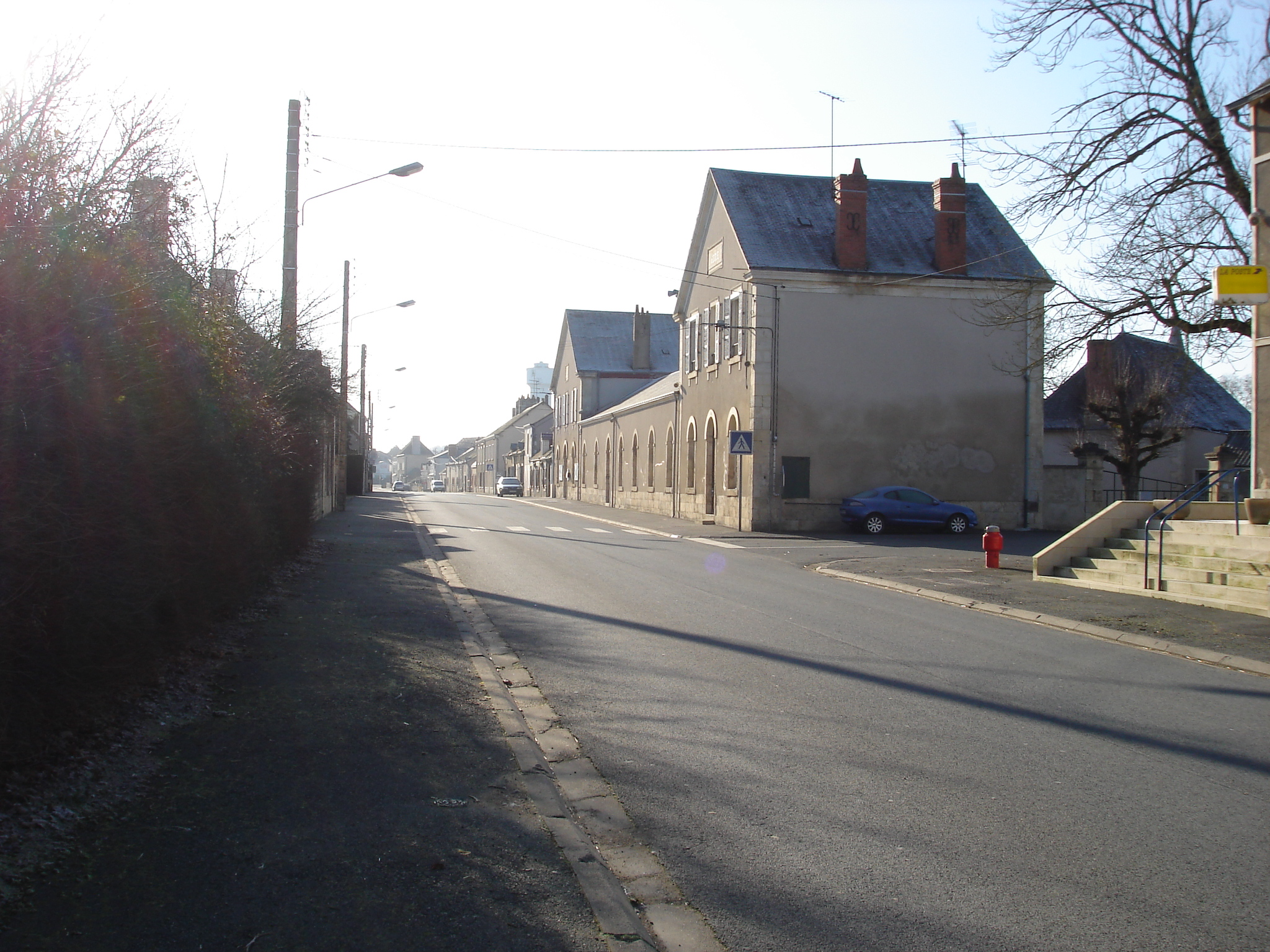
La route d'Issoudun en direction de Saint-Chartier en 2012.
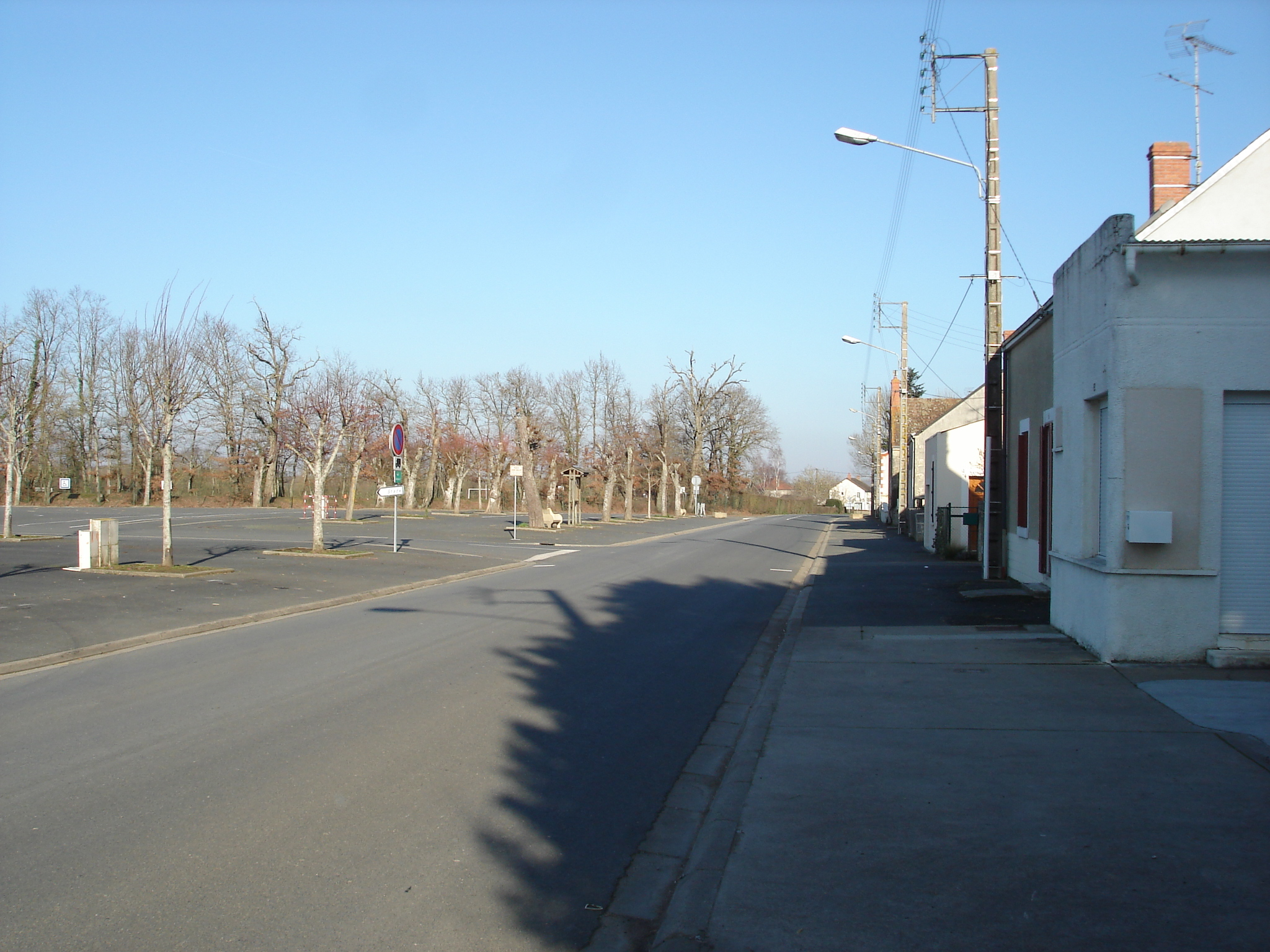
La route d'Issoudun en direction d'Ambrault en 2012.
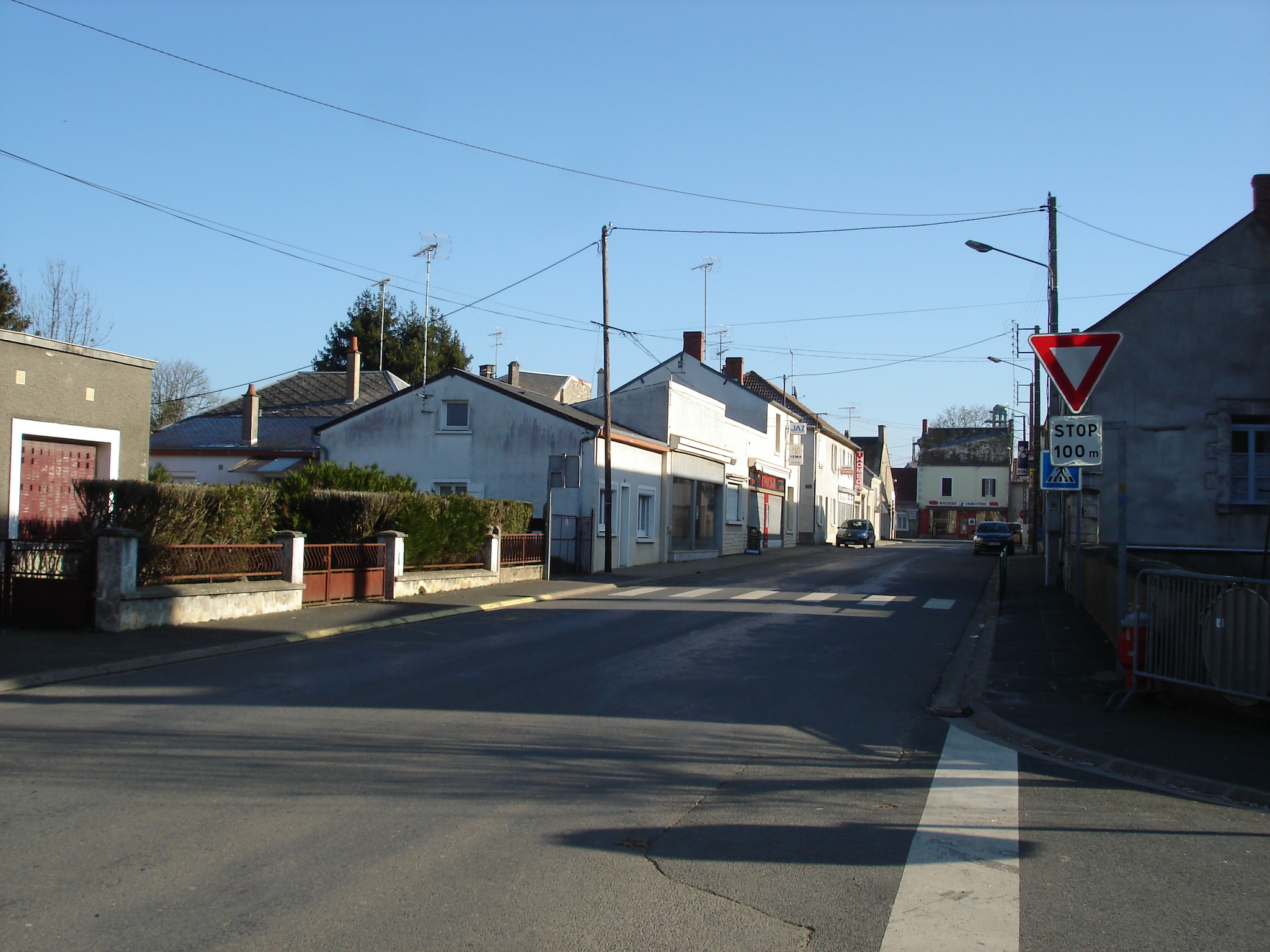
La route d'Ardentes en 2012.

## Urbanisme

### Typologie
Au 1er janvier 2024, Saint-Août est catégorisée commune rurale à habitat dispersé, selon la nouvelle grille communale de densité à sept niveaux définie par l'Insee en 2022.
Elle est située hors unité urbaine. Par ailleurs la commune fait partie de l'aire d'attraction de Châteauroux, dont elle est une commune de la couronne,. Cette aire, qui regroupe 71 communes, est catégorisée dans les aires de 50 000 à moins de 200 000 habitants,.

### Occupation des sols
L'occupation des sols de la commune, telle qu'elle ressort de la base de données européenne d’occupation biophysique des sols Corine Land Cover (CLC), est marquée par l'importance des territoires agricoles (83,3 % en 2018), en diminution par rapport à 1990 (84,5 %). La répartition détaillée en 2018 est la suivante : 
terres arables (48 %), prairies (21 %), forêts (14,5 %), zones agricoles hétérogènes (14,3 %), milieux à végétation arbustive et/ou herbacée (1,2 %), zones urbanisées (0,9 %). L'évolution de l’occupation des sols de la commune et de ses infrastructures peut être observée sur les différentes représentations cartographiques du territoire : la carte de Cassini (XVIIIe siècle), la carte d'état-major (1820-1866) et les cartes ou photos aériennes de l'IGN pour la période actuelle (1950 à aujourd'hui).

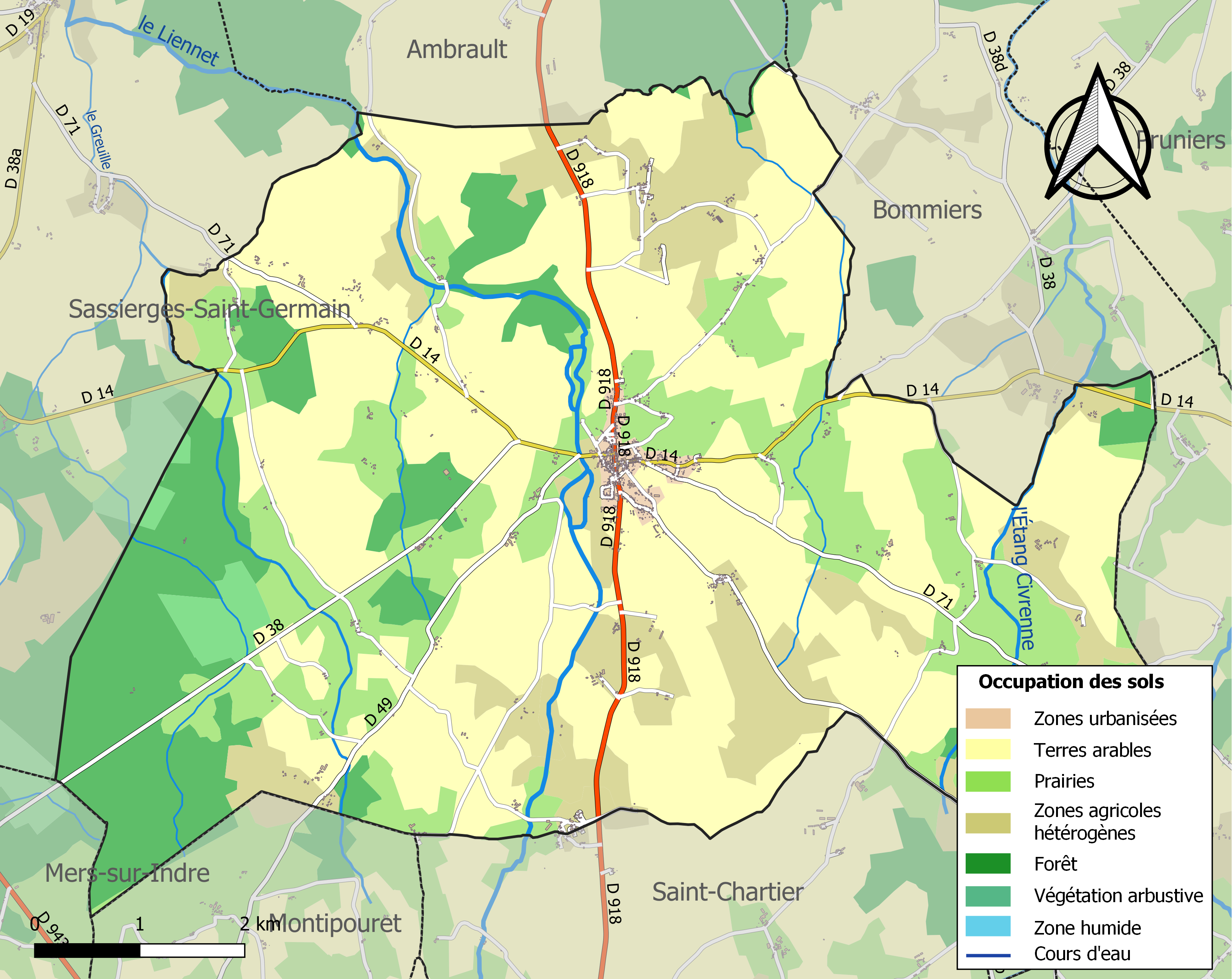
Carte des infrastructures et de l'occupation des sols de la commune en 2018 (CLC).

### Logement
Le tableau ci-dessous présente le détail du secteur des logements de la commune :
| Date du relevé                                              | 2013   |
| Nombre total de logements                                   | 553    |
| Résidences principales                                      | 74,5 % |
| Résidences secondaires                                      | 8,3 %  |
| Logements vacants                                           | 17,2 % |
| Part des ménages propriétaires de leur résidence principale | 72,4 % |

### Risques majeurs
Le territoire de la commune de Saint-Août est vulnérable à différents aléas naturels : météorologiques (tempête, orage, neige, grand froid, canicule ou sécheresse), feux de forêts et séisme (sismicité faible). Un site publié par le BRGM permet d'évaluer simplement et rapidement les risques d'un bien localisé soit par son adresse soit par le numéro de sa parcelle.
Pour anticiper une remontée des risques de feux de forêt et de végétation vers le nord de la France en lien avec le dérèglement climatique, les services de l’État en région Centre-Val de Loire (DREAL, DRAAF, DDT) avec les SDIS ont réalisé en 2021 un atlas régional du risque de feux de forêt, permettant d’améliorer la connaissance sur les massifs les plus exposés. La commune, étant pour partie dans les massifs de Chœurs-Thoux-Fleuret, d'Ardentes et de Maron, est classée au niveau de risque 4, sur une échelle qui en comporte quatre (1 étant le niveau maximal).

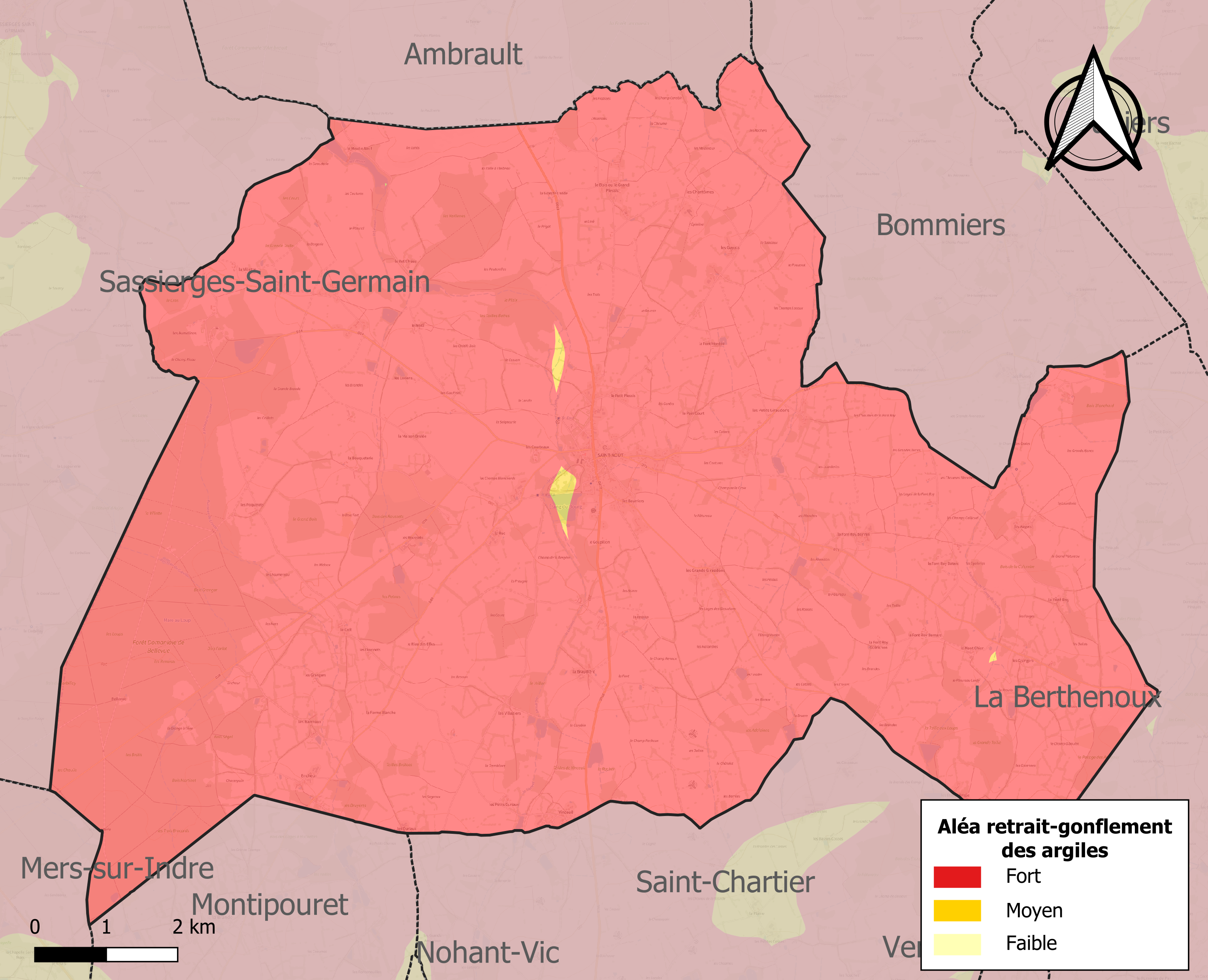
Carte des zones d'aléa retrait-gonflement des sols argileux de Saint-Août.

Le retrait-gonflement des sols argileux est susceptible d'engendrer des dommages importants aux bâtiments en cas d’alternance de périodes de sécheresse et de pluie. La totalité de la commune est en aléa moyen ou fort (84,7 % au niveau départemental et 48,5 % au niveau national). Sur les 514 bâtiments dénombrés sur la commune en 2019, 514 sont en aléa moyen ou fort, soit 100 %, à comparer aux 86 % au niveau départemental et 54 % au niveau national. Une cartographie de l'exposition du territoire national au retrait gonflement des sols argileux est disponible sur le site du BRGM,.
Concernant les mouvements de terrains, la commune a été reconnue en état de catastrophe naturelle au titre des dommages causés par la sécheresse en 1989 et 2019 et par des mouvements de terrain en 1999.

## Toponymie
La commune tire son nom de ce saint.
Pour suivre le décret de la Convention du 25 vendémiaire an II invitant les communes ayant des noms pouvant rappeler les souvenirs de la royauté, de la féodalité ou des superstitions, à les remplacer par d'autres dénominations, la commune change de nom pour Août-les-Bois, puis Thermidor, d’après le mois du calendrier républicain qui vit la chute de Robespierre.
Ses habitants sont appelés les Saint-Aygulphins.

## Histoire
La communauté de Saint-Août est en crise démographique au début du XVIIIe siècle, puisqu’elle passe de 157 feux en 1709 à 121 en 1726, soit une perte de près d’un habitant sur quatre. L’hiver de 1709-1710 notamment cause de nombreuses pertes, ainsi que la grande canicule de 1719 (qui tua beaucoup par dysenterie).

## Politique et administration
La commune dépend de l'arrondissement de La Châtre, du canton de La Châtre, de la deuxième circonscription de l'Indre et de la communauté de communes de La Châtre et Sainte-Sévère.
Elle dispose d'un bureau de poste et d'un centre de première intervention.

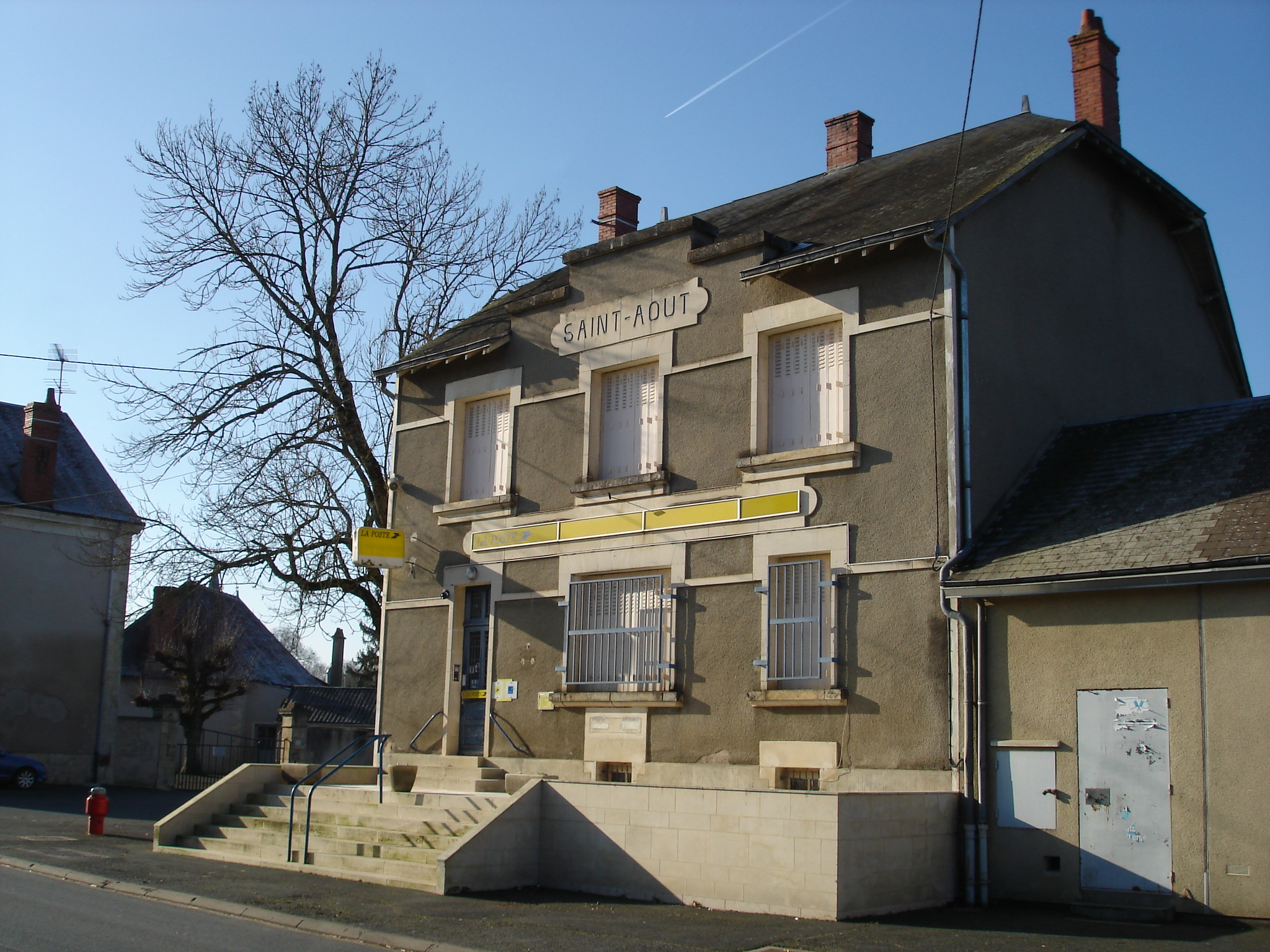
Le bureau de poste en 2012.
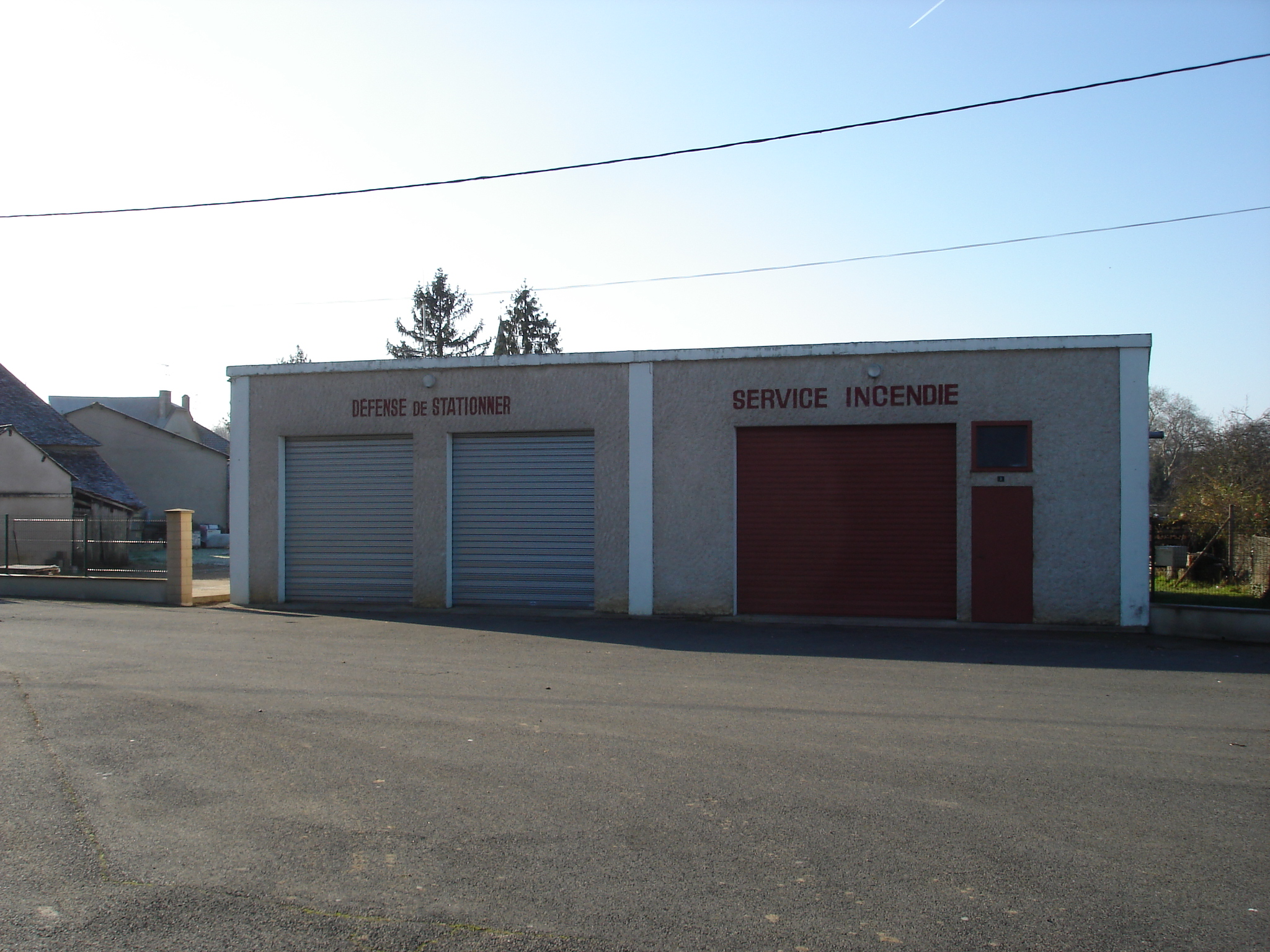
Le centre de première intervention en 2012.

| Période                                  | Période   | Identité             | Étiquette | Qualité                                |
| ---------------------------------------- | --------- | -------------------- | --------- | -------------------------------------- |
| mars 2001                                | mars 2008 | Jean Curtet          | ?         | ?                                      |
| mars 2008                                | mars 2014 | Guy Boursin          | ?         | Conservateur des hypothèques honoraire |
| mars 2014                                | En cours  | Patrick Lambilliotte | DVD       | Retraité                               |
| Les données manquantes sont à compléter. |           |                      |           |                                        |

## Population et société

### Démographie
L'évolution du nombre d'habitants est connue à travers les recensements de la population effectués dans la commune depuis 1793. Pour les communes de moins de 10 000 habitants, une enquête de recensement portant sur toute la population est réalisée tous les cinq ans, les populations de référence des années intermédiaires étant quant à elles estimées par interpolation ou extrapolation. Pour la commune, le premier recensement exhaustif entrant dans le cadre du nouveau dispositif a été réalisé en 2005.

En 2022, la commune comptait 817 habitants, en évolution de −3,2 % par rapport à 2016 (Indre : −3 %, France hors Mayotte : +2,11 %).
| 1793  | 1800  | 1806  | 1821  | 1831  | 1836  | 1841  | 1846  | 1851  |
| ----- | ----- | ----- | ----- | ----- | ----- | ----- | ----- | ----- |
| 1 310 | 1 353 | 1 179 | 1 433 | 1 375 | 1 328 | 1 249 | 1 277 | 1 300 |

| 1856  | 1861  | 1866  | 1872  | 1876  | 1881  | 1886  | 1891  | 1896  |
| ----- | ----- | ----- | ----- | ----- | ----- | ----- | ----- | ----- |
| 1 316 | 1 357 | 1 446 | 1 423 | 1 443 | 1 514 | 1 570 | 1 671 | 1 637 |

| 1901  | 1906  | 1911  | 1921  | 1926  | 1931  | 1936  | 1946  | 1954  |
| ----- | ----- | ----- | ----- | ----- | ----- | ----- | ----- | ----- |
| 1 628 | 1 674 | 1 651 | 1 343 | 1 320 | 1 330 | 1 220 | 1 228 | 1 177 |

| 1962  | 1968  | 1975 | 1982 | 1990 | 1999 | 2005 | 2006 | 2010 |
| ----- | ----- | ---- | ---- | ---- | ---- | ---- | ---- | ---- |
| 1 162 | 1 062 | 891  | 780  | 786  | 814  | 845  | 845  | 881  |

| 2015 | 2020 | 2022 | - | - | - | - | - | - |
| ---- | ---- | ---- | - | - | - | - | - | - |
| 852  | 821  | 817  | - | - | - | - | - | - |

### Enseignement
La commune dépend de la circonscription académique de La Châtre.

### Manifestations culturelles et festivités
Un marché a lieu tous les mardis. Chaque année a lieu la Fête des vieux métiers.

### Médias
La commune est couverte par les médias suivants : La Nouvelle République du Centre-Ouest, Le Berry républicain, L'Écho - La Marseillaise, La Bouinotte, Le Petit Berrichon, L'Écho du Berry, France 3 Centre-Val de Loire, Berry Issoudun Première, Vibration, Forum, France Bleu Berry et RCF en Berry.

## Économie
La commune se situe dans la zone d’emploi de Châteauroux et dans le bassin de vie de La Châtre.
La commune se trouve dans l'aire géographique et dans la zone de production du lait, de fabrication et d'affinage du fromage Valençay.

## Culture locale et patrimoine
- Château (XVIe siècle) : le château comporte deux ailes symétriques de part et d'autre de la cour, chacune d'elles encadrée de deux tours plus anciennes, fut au XIXe siècle la propriété de la famille Cousin de Martigné, puis par alliance aux Aujay de La Dure, qui le vendent au XXe siècle.
- Église
- Monument aux morts
- Croix

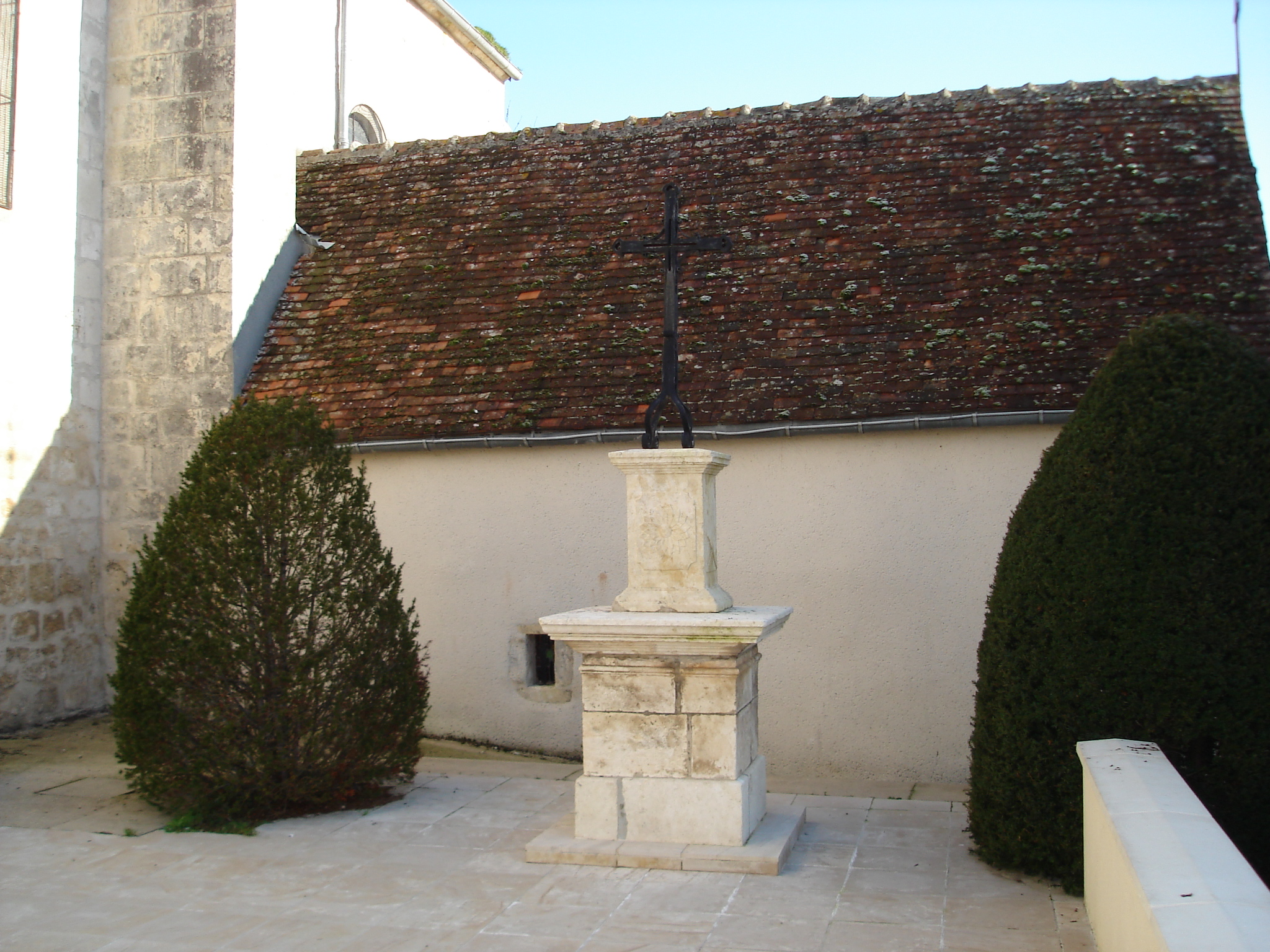
La croix en 2012.

### Personnalités liées à la commune
- Edmond Augras